# Camille Larribère
Camille Larribère, né le 3 janvier 1895 à Ferrières (Hautes-Pyrénées), mort le 25 décembre 1970 à Sig (Algérie) est un homme politique français et algérien. Aux débuts de la Quatrième République il a été député et sénateur communiste du département d'Oran en Algérie.

## Biographie
Fils d'un instituteur républicain puis, successivement socialiste et communiste, venu prendre un poste à Sidi Bel Abbès en 1900, Camille Larribère passe son enfance et son adolescence en Algérie, où il apprend à parler et écrire l'arabe de façon courante. Il est mobilisé durant la Première Guerre mondiale dans les tirailleurs algériens. Il combat aux Dardanelles, à Verdun et reçoit la Légion d'honneur. Après la guerre il entreprend des études de médecine, et dans la suite de l'engagement pacifiste de son père, adhère au Parti communiste. Militant à Oran et à Paris, il fait la connaissance  à l'Union intercoloniale de Ho Chi Minh. Il soutient sa thèse de médecine en 1924 et continue de militer en métropole. En 1929 il entre au Comité central du Parti communiste, mais est entraîné dans la lutte des fractions qui agite la direction de celui-ci. Éloigné pour « sectarisme », il retourne en Algérie où il exerce sa profession dans une bourgade de l'Oranais, à Saint-Denis-du-Sig. 
Mobilisé en 1939, il est médecin auxiliaire des zouaves, puis il s'engage dans un corps franc d'Afrique qui combat en Tunisie après le débarquement allié en Afrique du Nord. Il y est blessé. Contacté par le Parti communiste français, il est chargé par le général Giraud d'une mission en France auprès de la direction clandestine. De retour en Algérie, où de Gaulle a supplanté Giraud, il milite dans le Parti communiste algérien (PCA). À l'automne 1945 il est élu conseiller général d'Oran, puis les électeurs du 1er collège du département d'Oran l'élisent, ainsi qu'une autre députée communiste, Alice Sportisse, député à la première Assemblée constituante. Non réélu en juin 1946, contrairement à sa collègue, il est élu en décembre 1946 au Conseil de la République. Il est battu en 1948 mais reste très actif, soutenant la grève des dockers de 1950, qui se mobilisent contre la Guerre d'Indochine.
Pendant la Guerre d'Algérie il combat dans la clandestinité pour l'Indépendance de son pays, où il meurt en 1970. Ses concitoyens signeront une pétition qui a abouti à réaliser son vœu d'être enterré au cimetière musulman de Sig.
L'Humanité annonce sa mort par une note où il est souligné que « vétéran du mouvement communiste et ouvrier international, il restera (...) l'exemple du militant exemplaire de la lutte anti-impérialiste et anticolonialiste et un symbole de la solidarité de combat entre les peuples algérien et français ».

### Mandats électoraux
- Député à l'Assemblée constituante : 21 octobre 1945 - 10 juin 1946
- Sénateur : 8 décembre 1946 - 7 novembre 1948
- conseiller général d'Oran : 1945 - 1949

## Sources
- notice « Camille Larribère », par René Galissot et Claude Pennetier, in Dictionnaire biographique du mouvement ouvrier français (Le Maitron). Essentielle.